# Jared Martin
Jared Christopher Martin (New York, Manhattan, 1941. december 21. – Philadelphia, Pennsylvania, 2017. május 24.) amerikai színész.

## Filmjei

### Mozifilmek
- Feltámad a vadnyugat (Westworld) (1973)
- Hidegvér (Quiet Cool) (1986)
- Karate harcos (Il ragazzo dal kimono d'oro) (1987)
- Óvóbácsik (Twin Sitters) (1994)

### Tv-sorozatok
- Columbo (1973, egy epizódban)
- The Fantastic Journey (1977, tíz epizódban)
- Logan's Run (1977, egy epizódban)
- Dallas (1979 –1991, 34 epizódban)
- Knight Rider (1984, egy epizódban)
- Szerelemhajó (The Love Boat) (1982, 1985, három epizódban)
- Gyilkos sorok (Murder, She Wrote) (1984, 1986, két epizódban)
- Magnum (1986, egy epizódban)
- Világok harca (War of the Worlds) (1988 –1990, 43 epizódban)
- Drága testek (Silk Stalkings) (1993, egy epizódban)
- L.A. Law (1993, egy epizódban)

## További információ
- Jared Martin a PORT.hu-n (magyarul)
- Jared Martin az Internetes Szinkronadatbázisban (magyarul)
- Jared Martin az Internet Movie Database-ben (angolul)
- Jared Martin a Rotten Tomatoeson (angolul)